# Apsilochorema zimmermani
Apsilochorema zimmermani är en nattsländeart som beskrevs av Ross 1951. Apsilochorema zimmermani ingår i släktet Apsilochorema och familjen Hydrobiosidae. Inga underarter finns listade i Catalogue of Life.